# Talampanel
Il talampanel è uno psicofarmaco appartenente alla categoria delle 2,3-benzodiazepine che è stato studiato per il trattamento dell'epilessia, i gliomi maligni, e la sclerosi laterale amiotrofica (SLA). Talampanel non è attualmente in fase di sviluppo.
Ha mostrato efficacia per l'epilessia negli studi clinici, ma il suo sviluppo è stato sospeso a causa del suo scarso profilo farmacocinetico, vale a dire una breve emivita terminale che ha richiesto dosi multiple al giorno.

## Farmacocinetica
Talampanel agisce come un antagonista non competitivo del recettore AMPA, un tipo di recettore ionotropico del glutammato nel sistema nervoso centrale.